# Vintage Motor Works
Vintage Motor Works war ein US-amerikanischer Hersteller von Automobilen.

## Unternehmensgeschichte
Das Unternehmen hatte seinen Sitz in Sonoma in Kalifornien. 1985 begann mit der Übernahme eines Modells von der Hathaway Motor Company die Produktion von Automobilen. Der Markenname lautete Vintage, evtl. mit dem Zusatz Motor Works. 1988 endete die Produktion.
HS Engineering setzte die Produktion unter eigenem Namen fort.

## Fahrzeuge
Das einzige Modell Hunter war ein Sportwagen im Stil der 1930er Jahre. Einige optische Details ähnelten dem BMW 328 oder dem Morgan 4/4. Ein Fahrgestell, das wahlweise vom Triumph TR4 oder vom Triumph TR6 kam, bildete die Basis. Ein Sechszylindermotor mit 2500 cm³ Hubraum trieb die Fahrzeuge an.